# Molegbe
Molegbe est une commune de la ville de Gbadolite en République démocratique du Congo. Ses habitants parlent le ngbandi.

## Évêché
- Diocèse de Molegbe
- Cathédrale Saint-Antoine-de-Padoue de Molegbe